# Le Bourdet
Le Bourdet és un municipi francès situat al departament de Deux-Sèvres i a la regió de la Nova Aquitània. L'any 2007 tenia 507 habitants.

## Demografia

### Població
El 2007 la població de fet de Le Bourdet era de 507 persones. Hi havia 205 famílies de les quals 50 eren unipersonals (19 homes vivint sols i 31 dones vivint soles), 62 parelles sense fills, 85 parelles amb fills i 8 famílies monoparentals amb fills.
La població ha evolucionat segons el següent gràfic:
Habitants censats

### Habitatges
El 2007 hi havia 234 habitatges, 202 eren l'habitatge principal de la família, 19 eren segones residències i 13 estaven desocupats. 228 eren cases i 5 eren apartaments. Dels 202 habitatges principals, 163 estaven ocupats pels seus propietaris, 37 estaven llogats i ocupats pels llogaters i 3 estaven cedits a títol gratuït; 2 tenien una cambra, 3 en tenien dues, 29 en tenien tres, 41 en tenien quatre i 127 en tenien cinc o més. 139 habitatges disposaven pel capbaix d'una plaça de pàrquing. A 74 habitatges hi havia un automòbil i a 115 n'hi havia dos o més.

### Piràmide de població
La piràmide de població per edats i sexe el 2009 era:
| Homes | Edats   | Dones |
| ----- | ------- | ----- |
| 0     | 95 o +  | 0     |
| 8     | 90 a 94 | 0     |
| 0     | 85 a 89 | 4     |
| 0     | 80 a 84 | 4     |
| 8     | 75 a 79 | 4     |
| 8     | 70 a 74 | 16    |
| 8     | 65 a 69 | 0     |
| 12    | 60 a 64 | 12    |
| 4     | 55 a 59 | 8     |
| 4     | 50 a 54 | 4     |
| 8     | 45 a 49 | 12    |
| 28    | 40 a 44 | 8     |
| 24    | 35 a 39 | 24    |
| 12    | 30 a 34 | 24    |
| 8     | 25 a 29 | 4     |
| 4     | 20 a 24 | 12    |
| 4     | 15 a 19 | 12    |
| 8     | 10 a 14 | 28    |
| 24    | 5 a 9   | 8     |
| 8     | 0 a 4   | 4     |

## Economia
El 2007 la població en edat de treballar era de 310 persones, 251 eren actives i 59 eren inactives. De les 251 persones actives 227 estaven ocupades (125 homes i 102 dones) i 24 estaven aturades (8 homes i 16 dones). De les 59 persones inactives 25 estaven jubilades, 16 estaven estudiant i 18 estaven classificades com a «altres inactius».

### Ingressos
El 2009 a Le Bourdet hi havia 208 unitats fiscals que integraven 528,5 persones, la mediana anual d'ingressos fiscals per persona era de 19.126 €.

### Activitats econòmiques
Dels 7 establiments que hi havia el 2007, 4 eren d'empreses de construcció i 3 d'empreses de comerç i reparació d'automòbils.
Dels 4 establiments de servei als particulars que hi havia el 2009, 1 era un paleta, 2 guixaires pintors i 1 fusteria.
L'any 2000 a Le Bourdet hi havia 16 explotacions agrícoles que ocupaven un total de 1.026 hectàrees.

## Equipaments sanitaris i escolars
El 2009 hi havia una escola elemental.

## Poblacions més properes
El següent diagrama mostra les poblacions més properes.